# 天別豊姫神社

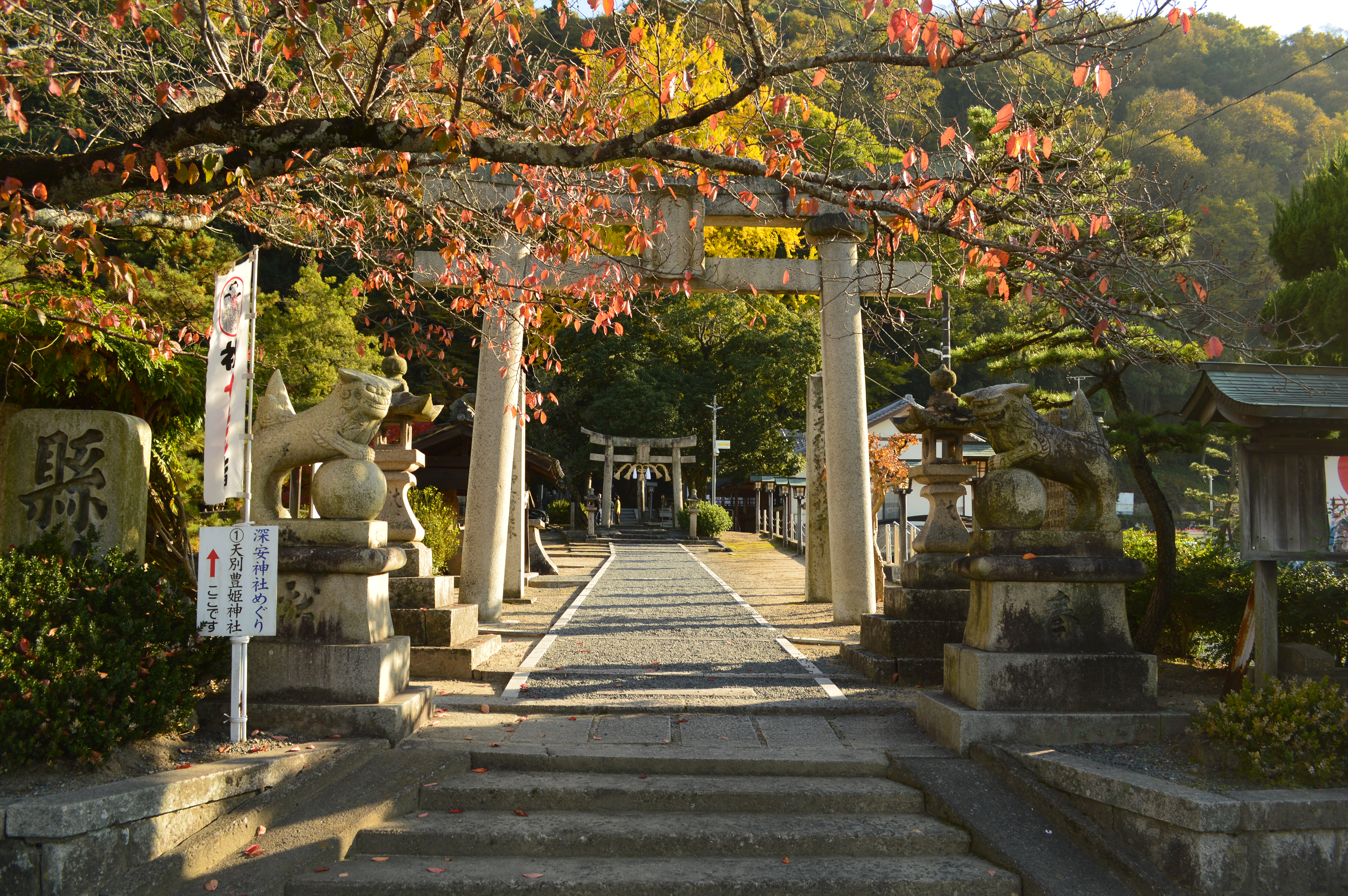
鳥居

天別豊姫神社（あまわけとよひめじんじゃ）は、広島県福山市神辺町川北にある神社。式内社で、旧社格は県社。
古くは「神辺大明神（かんなべだいみょうじん）」や「甘濃厳大明神（かんのびだいみょうじん）」とも称されていた。神辺の町並み南方の黄葉山中腹に鎮座し、「神辺」の地名は当社に由来するといわれる。

## 祭神
祭神は次の5柱。
主祭神
- 豊玉姫命（とよたまひめのみこと） - 元々の祭神とされる。
- 速進雄命（はやすさのおのみこと）
- 事代主神（ことしろぬしのかみ）

配神
- 吉備津彦命（きびつひこのみこと）
- 火之加具土神（ひのかぐつちのかみ）

配神の2神は、大正3年に川北村字掛の吉備津神社を合祀したことによる。

## 歴史

### 概史
古代、当社周辺は「穴海」と呼ばれる入海であったとされ、社伝では、網付谷にあった荒磯岩上に磯神社として鎮座し、のちにその奥の小中山に遷座したとされる。同じ備後国内には、 豊玉姫命の父・豊玉彦命（大綿津見命）を祀る沼名前神社（福山市鞆町）や、夫・蘇羅比古（彦火火出見命）を祀る蘇羅比古神社（庄原市）があり、当社はその中間に位置する。
国史では、元慶2年（878年）に「天別豊姫神」の神階が従五位下から従五位上に昇叙された旨が記されている。
延長5年（927年）成立の『延喜式』神名帳では備後国安那郡に「天別豊姫神社」と記載され、式内社に列している。
建武年間（1334年-1338年）朝山景連が黄葉山に神辺城を築くにあたって当社を城の守護神とし、現在の黄葉山中腹に遷したとされる。
江戸時代には福山藩主の水野氏・阿部氏からの崇敬を受けた。
明治元年（1868年）福山藩の調査で式内社とされ、同2年（1869年）公称を「天別豊姫神社」に定められた。明治6年（1873年）に近代社格制度において郷社に列し、昭和15年（1940年）県社に昇格した。

### 神階
- 元慶2年（878年）11月13日、従五位下から従五位上（『日本三代実録』） - 表記は「天別豊姫神」。

## 境内

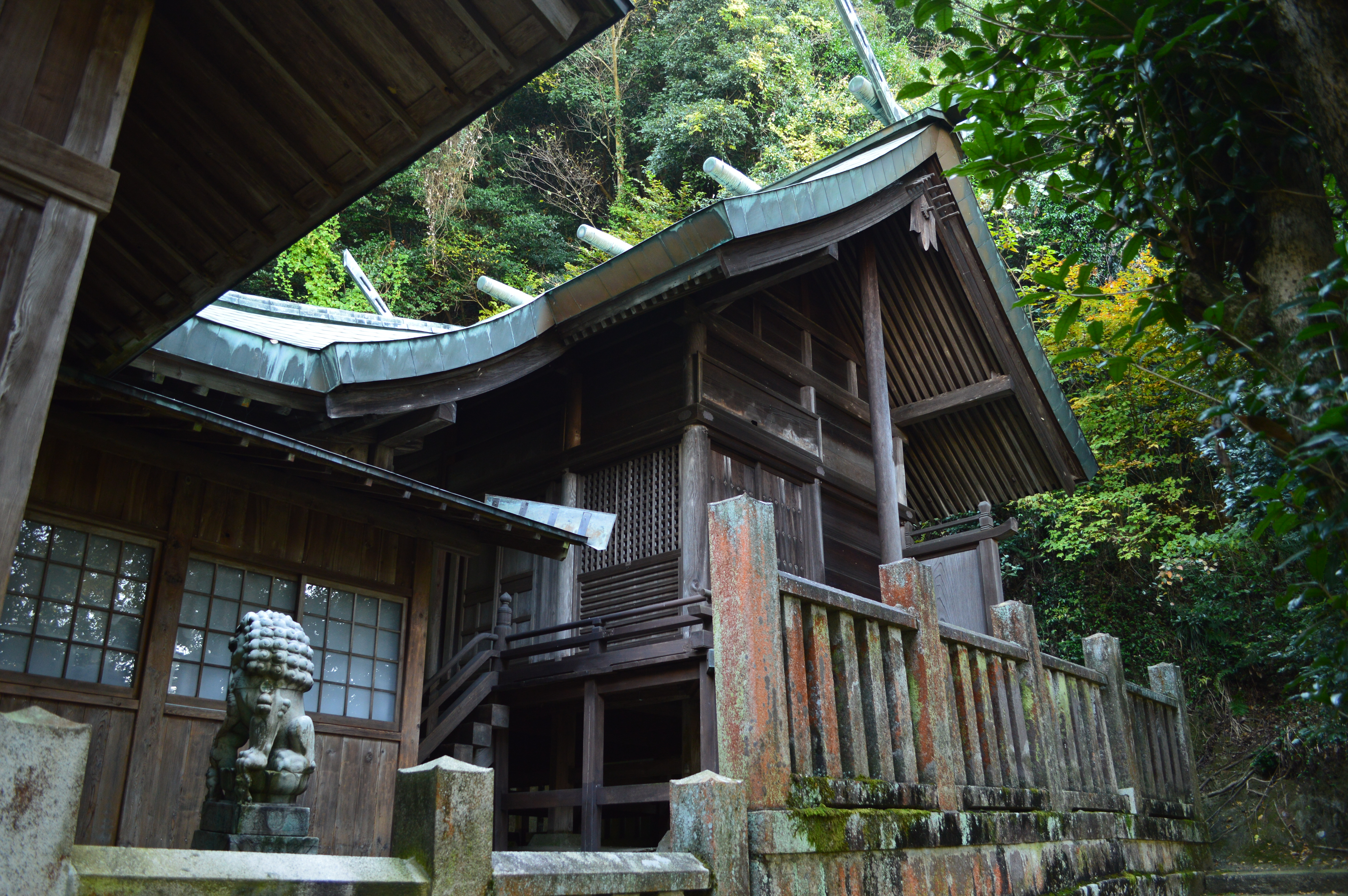
本殿

本殿は明治11年（1878年）の造営。三間社切妻造。

## 摂末社
- 天王神社
- 稲荷神社
- 皇神社
- 弁財天祠
- 天神社

そのほか、多くの境内社が鎮座する。

## 現地情報
所在地
- 広島県福山市神辺町大字川北142-2

交通アクセス
- 鉄道：JR西日本福塩線・井原鉄道井原線 神辺駅 （徒歩約7分）

周辺
- 神辺宿 - 西国街道（旧山陽道）の23番目宿場。
  - 神辺本陣 - 広島県指定文化財・史跡。
- 神辺城
- 廉塾・菅茶山旧宅 - 国の特別史跡。